# Bronisław Komorowski (literat)

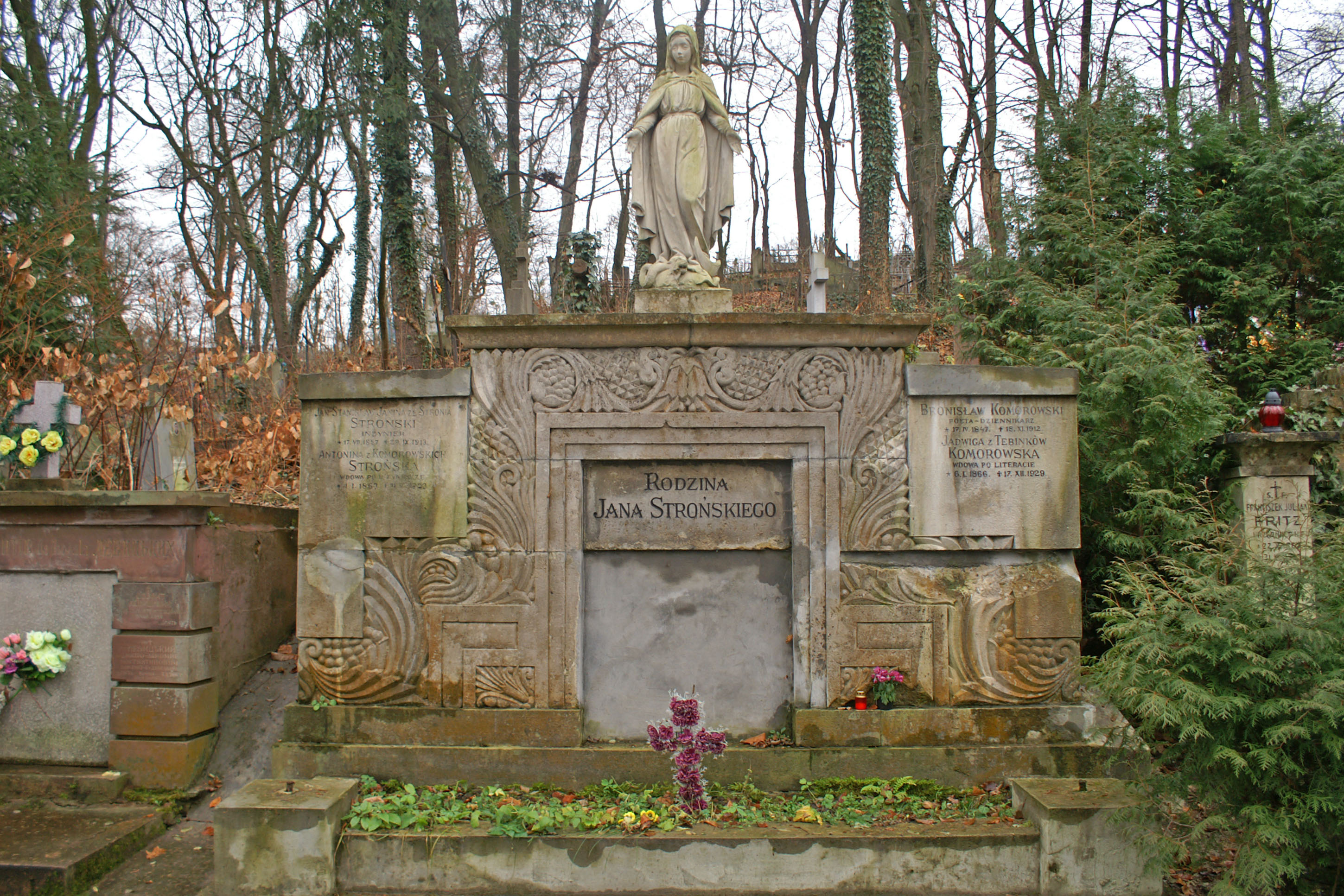
Grób Bronisława Komorowskiego i jego rodziny we Lwowie

Bronisław Komorowski (ur. 17 kwietnia 1847 we Lwowie, zm. 18 listopada 1912) – polski pisarz, dramaturg okresu pozytywizmu, dziennikarz.

## Życiorys
Syn Józefa Komorowskiego (1800–1871) i Antoniny z Troniarskich. W 1864 roku ukończył Akademię Techniczną. Od 1873 roku współpracował z Gazetą Lwowską, a od marca 1895 roku pracował w redakcji prowadząc dział kroniki. Po przejściu na emeryturę pracował w magistracie lwowskim. Był zapalonym myśliwym. W 1885 roku został wybrany prezesem Lwowskiego Towarzystwa Myśliwskiego im. św. Huberta. Funkcję tę pełnił przez kilka lat (co najmniej do 1890 roku). Na walnych zebraniach był wybierany na kolejne kadencje. Współpracował z czasopismem Łowiec wydając w 1888 roku „kwietniowy numer”, ale musiał zrezygnować ze współpracy z powodu braku zgody redakcji Gazety Lwowskiej.
Napisał utwory: Męczennicy (1869), Krok (1873), komedia Błędna gwiazda (1876), Elekcja króla Michała (1872), Hieronim Radziejowski, Błędna gwiazda (1882), powieść poetycka Kniaziowie Rożyńscy (1889), Rejtan (1869), Małoduszni (1871), Próba ognia (1874), Po śmierci (1878).
Został pochowany na Cmentarzu Łyczakowskim we Lwowie w grobowcu rodziny Jana Strońskiego. Jego żoną była Jadwiga z domu Tebinek (1866–1929).